# 天主教威尼斯宗主教區
天主教威尼斯總主教區 又稱天主教威尼斯宗主教區（拉丁語：Patriarcha Venetiarum）是羅馬天主教會以意大利北部威尼托大区為中心的一個宗主教區，下轄9個教區。
宗主教區於2011年時有349,163名教友（佔轄區總人口92.7%）、128個堂區、393名司鐸、27名終身執事、224名修士和558名修女。現任宗主教為方濟各·莫拉利亞。
7世紀升為教區，1451年升為宗主教區，於1420年7月7日兼并阿奎萊亞宗主教区，在1451年時再合併格雷多宗主教区和卡斯泰洛教區。

現任宗主教的方濟各·莫拉利亞牧徽